# اونالان (متروی استانبول)
اونالان (انگلیسی: Ünalan) یکی از ایستگاه‌های خط ام۴ متروی استانبول است.
این ایستگاه که در منطقه قاضی‌کوی قرار دارد در سال ۲۰۱۲ تأسیس شده‌است.